# Erin Sanders

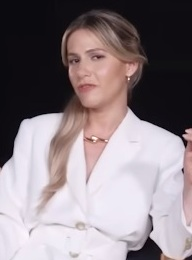
Erin Sanders

Erin Zariah Sanders (* 19. Januar 1991 in Santa Monica, Kalifornien) ist eine US-amerikanische Schauspielerin.

## Leben
Ihre Schauspielkarriere startete sie im Alter von neun Jahren, nachdem sie zuvor beim Kekseverkaufen von einem Agenten entdeckt wurde. Sanders war u. a. in einem Kurzfilm zu sehen, der auf dem Sundance Film Festival vorgestellt wurde. Sie war in vielen Fernsehserien und auch einem Werbespot für T-Mobile zu sehen. Am bekanntesten ist jedoch ihre Rolle der Quinn Pensky in der Nickelodeon-Fernsehserie Zoey 101. Von 2009 bis 2013 war sie in der Nebenrolle der Camille in Big Time Rush zu sehen.
Gemeinsam mit der restlichen Besetzung von Zoey 101 wurde Sanders 2006 und 2007 mit einem Young Artist Award in der Kategorie Best Young Ensemble Performance in a TV Series (Comedy or Drama) ausgezeichnet. Zudem war sie 2003 und 2004 als Einzelperson für einen Young Artist Award nominiert.

## Filmografie (Auswahl)
- 2001: Art of Love (Kurzfilm)
- 2002: Apple Valley Knights
- 2002: Never Never (Kurzfilm)
- 2004: Slightly Thicker Than Water (Kurzfilm)
- 2005–2008: Zoey 101 (58 Folgen)
- 2009–2013: Big Time Rush (43 Folgen)
- 2012: Model Minority
- 2014: Guilty at 17 (Fernsehfilm)
- 2018: Finding Alice (Kurzfilm, Sprechrolle)
- 2018: Limelight
- 2019: Six Degrees of Separation (6 Folgen)
- 2020: The Call
- 2023: Zoey 102

### Gastauftritte
- 2002: American Dreams (Folge 1x04)
- 2003: Für alle Fälle Amy (Judging Amy, Folge 5x05)
- 2003: Carnivàle (Folgen 1x07 und 1x12)
- 2003: Strong Medicine: Zwei Ärztinnen wie Feuer und Eis (Strong Medicine, Folge 4x16)
- 2005: Meine wilden Töchter (8 Simple Rules… for Dating My Teenage Daughter, Folge 3x16)
- 2008: Schatten der Leidenschaft (The Young and the Restless, 32 Folgen)
- 2009: Weeds – Kleine Deals unter Nachbarn (Weeds, Folge 5x07)
- 2009: Mad Men (Folge 3x07)
- 2010: The Mentalist (Folge 2x16)
- 2010: Castle (Folge 2x06)
- 2011: CSI: Miami (Folge 9x14)
- 2012: Pair of Kings – Die Königsbrüder (Pair of Kings, Folge 2x09)
- 2014: Melissa & Joey (3 Folgen)
- 2020: Acting for a Cause (Folge 2x01)

## Auszeichnungen und Nominierungen
| Tabellarische Übersicht der Auszeichnungen und Nominierungen | Tabellarische Übersicht der Auszeichnungen und Nominierungen | Tabellarische Übersicht der Auszeichnungen und Nominierungen | Tabellarische Übersicht der Auszeichnungen und Nominierungen | Tabellarische Übersicht der Auszeichnungen und Nominierungen |
| Jahr                                                         | Auszeichnung                                                 | Für                                                          | Kategorie | Resultat                                                     |
| ------------------------------------------------------------ | ------------------------------------------------------------ | ------------------------------------------------------------ | --- | ------------------------------------------------------------ |
| 2003                                                         | Young Artist Award                                           | Never Never                                                  | Best Performance in a Feature Film – Supporting Young Actress | Nominiert                                                    |
| 2004                                                         | Young Artist Award                                           | Carnivàle                                                    | Best Performance in a TV Series – Recurring Young Actress | Nominiert                                                    |
| 2006                                                         | Young Artist Award                                           | Zoey 101                                                     | Best Young Ensemble Performance in a TV Series (Comedy or Drama) (zusammen mit Jamie Lynn Spears, Sean Flynn, Victoria Justice, Alexa Nikolas, Kristin Herrera, Christopher Massey, Matthew Underwood und Paul Butcher) | Gewonnen                                                     |
| 2007                                                         | Young Artist Award                                           | Zoey 101                                                     | Best Young Ensemble Performance in a TV Series (Comedy or Drama) (zusammen mit Jamie Lynn Spears, Sean Flynn, Victoria Justice, Alexa Nikolas, Christopher Massey, Matthew Underwood und Paul Butcher)                  | Gewonnen                                                     |
| 2008                                                         | Young Artist Award                                           | Zoey 101                                                     | Best Young Ensemble Performance in a TV Series (zusammen mit Jamie Lynn Spears, Sean Flynn, Victoria Justice, Christopher Massey, Matthew Underwood und Paul Butcher)                                                   | Nominiert                                                    |
| 2008                                                         | Young Artist Award                                           | Zoey 101                                                     | Best Performance in a TV Series – Recurring Young Actress | Gewonnen                                                     |
| 2009                                                         | Young Artist Award                                           | Zoey 101                                                     | Best Performance in a TV Series (Comedy or Drama) – Supporting Young Actress | Nominiert                                                    |
| 2009                                                         | Young Artist Award                                           | Schatten der Leidenschaft                                    | Best Performance in a TV Series – Recurring Young Actress | Gewonnen                                                     |
| 2010                                                         | Young Artist Award                                           | Mad Men                                                      | Best Performance in a TV Series – Guest Starring Young Actress | Nominiert                                                    |
| 2011                                                         | Young Artist Award                                           | The Mentalist                                                | Best Performance in a TV Series – Guest Starring Young Actress 16-21 | Nominiert                                                    |
| 2011                                                         | Young Artist Award                                           | Big Time Rush                                                | Best Performance in a TV Series – Recurring Young Actress 17-21 | Gewonnen                                                     |
| 2012                                                         | Young Artist Award                                           | CSI: Miami                                                   | Best Performance in a TV Series – Guest Starring Young Actress 17-21 | Nominiert                                                    |
| 2012                                                         | Young Artist Award                                           | Big Time Rush                                                | Best Performance in a TV Series – Recurring Young Actress 17-21 | Gewonnen                                                     |